# Avenida O'Higgins (Caracas)
Avenida O'Higgins es el nombre que recibe una vía de transporte localizada en el Municipio Libertador al Oeste del Distrito Metropolitano de la ciudad de Caracas al centro norte del país sudamericano de Venezuela. Es denominada así en honor del chileno Bernardo O'Higgins considerado uno de los Libertadores de la América hispana.

## Descripción

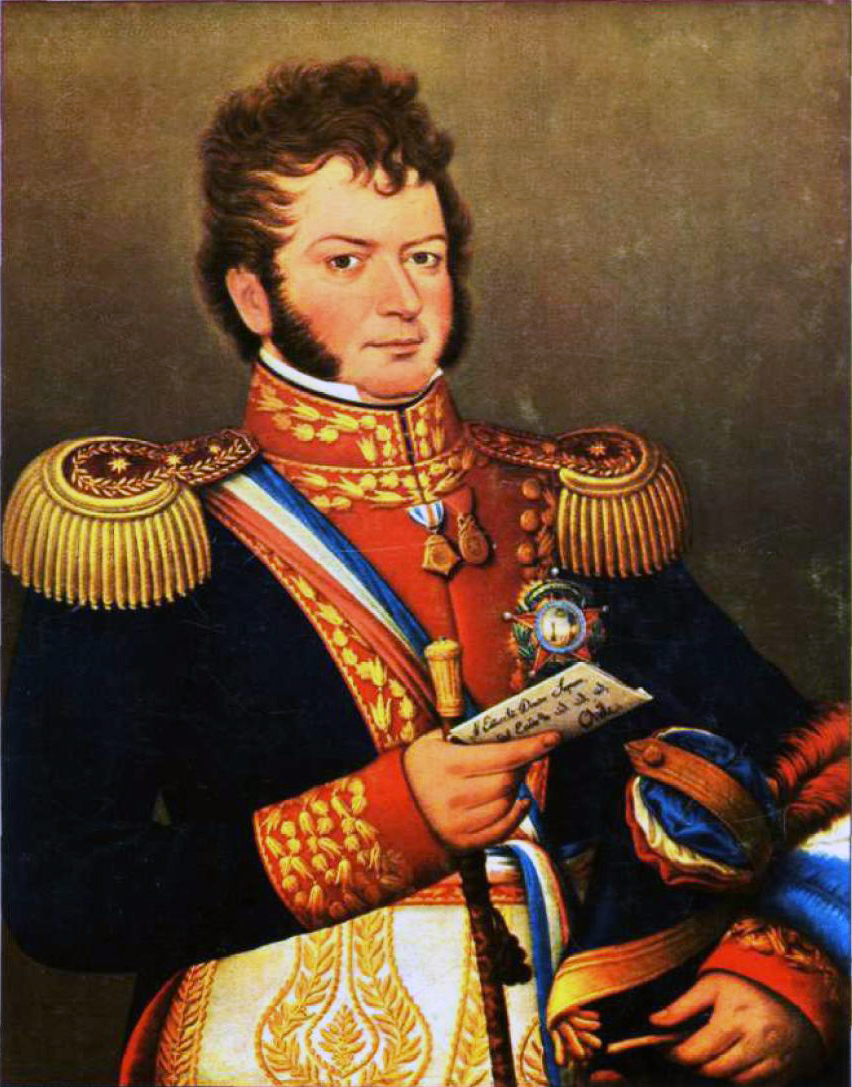
El general O'Higgins

Se trata de una vía que conecta la Avenida Teherán, la Avenida José Antonio Páez y la Cota 905 (avenida Guzmán Blanco), con la 4.ª avenida la Calle Comercio, y la Avenida La Paz. En su recorrido también se conecta con la Carretera de Antímano, la Autopista Francisco Fajardo, la Calle Pichincha, la Calle Ayacucho, la Calle Junín, entre otras.
En sus alrededores destacan  la Plaza La India, el Colegio La Concepción, el Colegio Del Ave María, el Centro de Tenis La Paz, El estacionamiento del Metro en La Paz, la plaza O'Higgins, las residencias Ayacucho, el distribuidor O'Higgins, el Parque La Paz entre otros.